# Гаджиханов, Тимур Магомедович
Тимур Магомедович Гаджиханов (род. 5 июня 1995, Москва) — российский кёрлингист, мастер спорта международного класса. Один из самых титулованных кёрлингистов за всю историю российского кёрлинга.  Выступал в мужской сборной России по кёрлингу, является призёром первенства Европы 2012 и 2015 годов и юниорского чемпионата Мира 2013. Спортсмен является двукратным призёром Спартакиад учащихся и России и многократным призёром молодёжных чемпионатов и кубков России в разных возрастных категориях. Входил в расширенный состав Олимпийской сборной России по кёрлингу на Зимние Олимпийские игры 2018.

## Личная жизнь и личность
Тимур Гаджиханов не женат.
По поведенческому типу — экстраверт, сверхэмоциональный человек с выраженной экспрессией в спорте и в жизни. В совершенстве владеет английским и татарским языком. Помимо кёрлинга, любит хоккей с шайбой, регулярно посещает матчи ХК ЦСКА и ХК Ак Барс. С самого детства увлекается мотоциклами, получил водительское удостоверение практически сразу после исполнения 18 лет. Любимый город Тимура — Казань.

## Карьера
Тимур начал заниматься кёрлингом в 8 лет, до этого никаким другим видом спорта не занимался. В 2009 году, в возрасте 14 лет, спортсмен принял участие на своих первых всероссийских соревнованиях. На том молодёжном первенстве России до 18 лет, Тимур занял 3 место, в составе команды «Москвич-2». В 2011 году, Тимур попал в поле зрения тренеров сборной России. Весною того же года, Тимур попал в расширенный список кандидатов в сборную команду России на сезон 2011—2012. В августе был назван окончательный состав команды, в которую он был включен. На первом же своем международном турнире, команда заняла 3 место. Лучшим успехом сборной России является 2-е место юниорского чемпионата мира 2013 года, который проходил в Сочи, на Олимпийском стадионе «Ледяной куб». В 2014 играл на позиции первого номера, в 2015 — третьего номера, а в сезоне 2015—2016 Тимуру доверили исполнять последние броски команды. На данный момент Гаджиханов является самым титулованным юниором за всю историю Отечественного кёрлинга. 
После окончания сезона 2016-2017 Тимур покинул молодежную сборную России, в которой выступал 5 сезонов подряд, в связи с достижением 21 летнего возраста, что не позволяло ему больше играть на юниорском уровне. Убедительная игра Тимура не осталась без внимания тренеров мужской национальной сборной России, и Тимур был сразу же приглашен на предсезонные сборы национальной команды. Уже в октябре Тимур закрепился в основе мужской сборной и смог со своей командой отобраться на Чемпионат Европы, где мужская сборная показала свой лучший результат в истории, заняв там четвертое место, уступив в матче за бронзу опытной команде из Швейцарии со счетом 6-8. Примечательно, что в рейтинге вторых номеров турнира Гаджиханов расположился на второй строчке, уступив лишь Расмусу Вране, который в составе сборной Швеции выиграл золото турнира. В борьбе за звание лучшего второго номера чемпионата Европы Гаджиханов уступил шведу лишь три процента от среднего показателя выполнения бросков за все матчи турнира. Однако после такого успешного результата на ЧЕ мужская сборная неудачно выступила на чемпионате мира, заняв лишь 12 место. Однако сезон завершился на хорошей ноте. Впервые в своей карьере, Тимур стал бронзовым призером чемпионата России среди мужчин, в составе команды "Москвич". Это единственная медаль ЧР для Московской команды за последние 9 лет.
В 2018 году Тимур стал серебряным призером чемпионата России в дисциплине микст дабл и вошел в состав сборной России в этой дисциплине.
В 2018 года Тимур стал регулярным экспертом и комментатором кёрлинга на телеканале "МатчТВ". В паре с Александром Логиновым и другими комментаторами, Тимур комментировал матчи Олимпийских игр 2018, женских и мужских чемпионатов мира, чемпионатов Европы, а так же матчи чемпионата мира в дисциплине микст дабл.
В 2019 году, вместе с Алексеем Стукальским, Анастасией Брызгаловой и Екатериной Галкиной и звездами отечественного шоу-бизнеса, Тимур снимался в телепроекте "Русский кёрлинг" на Первом канале. 

### Сезон 2008—2009
- Первенство России среди молодёжи до 18 лет — 3 место

### Сезон 2009—2010
- Первенство России среди молодёжи до 18 лет — 3 место

### Сезон 2010—2011
- Спартакиада учащихся России — 1 место;
- Молодёжный чемпионат России до 21 года — 1 место

### Сезон 2011—2012
- Кубок России по кёрлингу среди мужчин 2011 — 13 место;
- Первенство Европы среди юниоров — 2 место;
- Молодёжный чемпионат России до 21 года — 1 место;
- Чемпионат России (лига В) — 1 место(отбор в высшую лигу);
- Первенство России среди молодёжи до 18 лет — 1 место.

### Сезон 2012—2013
- Этап кубка мира (Осло, Норвегия) — 3 место;
- Этап кубка мира (Амстердам, Нидерланды) — 1 место;
- Юниорский чемпионат мира — 2 место;
- Чемпионат России (высшая лига) — 4 место;
- Молодёжный чемпионат России до 21 года — 2 место.

### Сезон 2013—2014
- Кубок России по кёрлингу среди мужчин 2013 — 9 место;
- Юниорский чемпионат мира — 7 место;
- Чемпионат России (высшая лига) — 4 место;
- Молодёжный чемпионат России до 21 года — 2 место.

### Сезон 2014—2015
- Этап кубка мира (Осло, Норвегия) — 3 место;
- Этап кубка мира (Тун, Швейцария) — 1 место;
- Этап кубка мира (Кицбюэль, Австрия) — 1 место;
- Первенство Европы среди юниоров (Прага, Чехия) — 1 место;
- Юниорский чемпионат мира (Таллин, Эстония) — 8 место;
- Молодежный чемпионат России до 21 года — 1 место;
- Чемпионат России (высшая лига) — 5 место.

### Сезон 2015—2016
- Этап кубка мира (Амстердам, Нидерланды) — 3 место;
- Этап кубка мира (Харносанд, Швеция) — 1 место;
- Этап кубка мира (Шампери, Швейцария) — 5 место;
- Чемпионат мира среди юниоров лига B (Лохья, Финляндия) — 1 место;
- Чемпионат мира среди юниоров (Копенгаген, Дания) — 8 место;
- Первенство России среди юниоров до 21 года — 2 место;
- Чемпионат России (высшая лига) — 7 место.

### Сезон 2016—2017
- Чемпионат Европы по кёрлингу 2016 (Глазго, Шотландия) — 4 место;
- 28 Всемирная Универсиада (Алматы, Казахстан) — 8 место;
- Чемпионат мира по кёрлингу среди мужчин 2017 (Эдмонтон, Канада) — 12 место;
- Чемпионат России по кёрлингу среди мужчин 2017 (высшая лига) — 3 место.

### Сезон 2017—2018
- Кубок России по кёрлингу среди мужчин 2017 — 3 место.
- Чемпионат России по кёрлингу среди смешанных пар 2018 — 2 место.
- Чемпионат России по кёрлингу среди мужчин 2018 — 8 место.

### Сезон 2018—2019
- Кубок России по кёрлингу среди смешанных пар 2018 — 1 место
- Чемпионат России по кёрлингу среди смешанных пар 2019 — 11 место.